# Compac surfaces
Compac The Surfaces Company fue la empresa patrocinadora del actual Teatro Gran Vía, antes llamado Teatro Compac Gran Vía el cual durante años llevó su nombre.
Arik Levy, artista y diseñador industrial, colabora con Compac, utilizando las superficies para crear sus esculturas, como su obra "Crater CC296". 
La empresa fabrica superficies de cuarzo y mármol en España y está presente en todo el mundo.